# Boraure
Boraure – miasto w Wenezueli, w stanie Yaracuy.